# Ponte da Boutaca
A Ponte de Boitaca ou Boutaca, popularmente Ponte da Boutaca, e também Ponte do Boutaca, situa-se na freguesia da Batalha, no município da Batalha, em Portugal, atravessando a ribeira da Calvaria, tributário do Rio Lena.
Está classificada como Imóvel de Interesse Público desde 1982.

## História
A ponte começou a ser construída em 1862, durante o reinado de D. Luís I, como atesta inscrição em lápide lá posta. O seu nome deriva do antigo proprietário daquelas terras, o mestre francês Diogo Boitaca ou Boytac. Atravessando um ramo do Rio Lena, que corta a freguesia batalhense, fez parte de um antigo itinerário real que ligava Lisboa ao Porto.

## Arquitectura
A ponte, em estilo revivalista e neogótico e tingida de amarelo, define-se por um tabuleiro plano sobre seis arcos ogivais, permeados por contrafortes, sobre os quais se erguem pináculos. Entre estes elementos, e contribuindo ainda mais para o ar gótico do monumento, esculpe-se a vedação pétrea de quadrifólios.
Destacam-se também os pavilhões à entrada e à saída da ponte, encimados pela mesma espécie de vedação e com flores-de-lis nos cantos. Nas paredes, rasgam-se janelas em arco quebrado.